# Hallard White
Hallard White znany jako Snow White (ur. 27 marca 1929 w Kawakawa, zm. 14 lipca 2016 w Auckland) – nowozelandzki rugbysta grający na pozycji filara młyna, reprezentant kraju, następnie trener i działacz sportowy.
W trakcie kariery sportowej na poziomie klubowym reprezentował Northcote Birkenhead Rugby Club. W regionalnym zespole Auckland zadebiutował w 1949 roku i do roku 1963 zaliczył rekordowe 196 spotkań. Grający po obu stronach młynarza White przyczynił się do zdobycia Ranfurly Shield i obronienia tego trofeum w rekordowej dwudziestopięciomeczowej serii.
Po raz pierwszy w sprawdzianach nowozelandzkiej reprezentacji pojawił się w roku 1953 i wkrótce został wybrany do kadry na organizowane na przełomie roku tournée po Europie. Zagrał w piętnastu spotkaniach tej wyprawy, w tym – mimo konkurencji ze strony Iana Clarke'a i Petera Eastgate'a – także w trzech testmeczach z Irlandią, Anglią i Francją. Następny raz w narodowych barwach pojawił się w roku 1955 przeciwko Australii, więcej jednak dla All Blacks już jednak nie zagrał, mimo iż w kolejnych latach uczestniczył jeszcze w spotkaniach reprezentacji Wyspy Północnej oraz sprawdzianach narodowej kadry. Łącznie w latach 1953–1955 wystąpił w szesnastu spotkaniach, w tym czterech testmeczach.
Podjął się następnie pracy trenerskiej w Auckland oraz jako asystent zespołu Auckland, a na przełomie lat osiemdziesiątych i dziewięćdziesiątych pełnił kolejno funkcje prezesa regionalnego i krajowego związku rugby – będąc siódmym byłym reprezentantem kraju w tej roli. W 2009 roku został przyjęty do Harbour Sport's Hall of Fame.
Żonaty kolejno z Joan i Pamelą, dzieci: Graham, Doug, Jo i Murray. Pod koniec życia cierpiał na chorobę Alzheimera.